# Bahía de las Águilas
Bahía de las Águilas är en vik i Dominikanska republiken.   Den ligger i provinsen Pedernales, i den sydvästra delen av landet, 190 km väster om huvudstaden Santo Domingo.